# Liua shihi
Liua shihi är en groddjursart som först beskrevs av Liu 1950.  Liua shihi ingår i släktet Liua och familjen Hynobiidae. IUCN kategoriserar arten globalt som nära hotad. Inga underarter finns listade i Catalogue of Life.